# Jump the Gun
Jump the Gun war eine irische Pop-Rock-Band.

## Werdegang
Sie wurde Mitte der 1980er Jahre gegründet und hatte bereits zwei Singles veröffentlicht. Die Gruppe wurde ausgewählt, Irland beim Eurovision Song Contest 1988 in Dublin zu vertreten. Mit dem Titel Take Him Home erreichte sie den achten Platz. Danach trennte sich die Gruppe.

## Mitglieder
Die Mitglieder waren: Peter Eades (Keyboards, Gesang), Eric Sharpe (E-Bass, Gesang), Brian O´Reilly (Schlagzeug), Ciaran Wilde (Saxophon) und Roy Taylor (Gitarre). Taylor starb am 1. Juni 2023 im Alter von 66 Jahren an den Folgen einer Erkrankung an Amyotropher Lateralsklerose.